# زقين جبلي جنوبي
زقين جبلي جنوبي (الاسم العلمي:Diascia austromontana) هو نوع من النباتات يتبع جنس الزقين من الفصيلة الغدبية.